# FA Premier League 2000/2001
FA Premier League 2000/2001 vanns av Manchester United FC.

## Personal och dräkter
(Per den 14 maj 2001)
| Lag               | Manager                     | Lagkapten        | Dräkttillverkare | Tröjsponsor         |
| ----------------- | --------------------------- | ---------------- | ---------------- | ------------------- |
| Arsenal           | Arsène Wenger               | Tony Adams       | Nike             | Dreamcast           |
| Aston Villa       | John Gregory                | Gareth Southgate | Diadora          | NTL                 |
| Bradford City     | Jim Jefferies               | Stuart McCall    | Asics            | JCT600              |
| Charlton Athletic | Alan Curbishley             | Mark Kinsella    | Le Coq Sportif   | Redbus              |
| Chelsea           | Claudio Ranieri             | Marcel Desailly  | Umbro            | Autoglass           |
| Coventry City     | Gordon Strachan             | Mustapha Hadji   | CCFC Garments    | Subaru              |
| Derby County      | Jim Smith                   | Darryl Powell    | Puma             | EDS                 |
| Everton           | Walter Smith                | Dave Watson      | Umbro            | One2One             |
| Ipswich Town      | George Burley               | Matt Holland     | Punch            | Greene King         |
| Leeds United      | David O'Leary               | Lucas Radebe     | Nike             | Strongbow           |
| Leicester City    | Peter Taylor                | Matt Elliott     | Le Coq Sportif   | Walkers             |
| Liverpool         | Gérard Houllier             | Jamie Redknapp   | Reebok           | Carlsberg           |
| Manchester City   | Joe Royle                   | Alf-Inge Håland  | Umbro            | Eidos               |
| Manchester United | Alex Ferguson               | Roy Keane        | Umbro            | Vodafone            |
| Middlesbrough     | Terry Venables Bryan Robson | Paul Ince        | Erreà            | BT Cellnet          |
| Newcastle United  | Bobby Robson                | Alan Shearer     | Adidas           | Newcastle Brown Ale |
| Southampton       | Stuart Gray                 | Matt Le Tissier  | Saints           | Friends Provident   |
| Sunderland        | Peter Reid                  | Michael Gray     | Nike             | Reg Vardy           |
| Tottenham Hotspur | Glenn Hoddle                | Sol Campbell     | Adidas           | Holsten             |
| West Ham United   | Glenn Roeder                | Steve Lomas      | Fila             | Dr. Martens         |

## Tabell
| Nr | Lag                    | S  | V  | O  | F  | GM | IM | MS  | P  |
| -- | ---------------------- | -- | -- | -- | -- | -- | -- | --- | -- |
| 1  | Manchester United (RM) | 38 | 24 | 8  | 6  | 79 | 31 | +48 | 80 |
| 2  | Arsenal                | 38 | 20 | 10 | 8  | 63 | 38 | +25 | 70 |
| 3  | Liverpool              | 38 | 20 | 9  | 9  | 71 | 39 | +32 | 69 |
| 4  | Leeds United           | 38 | 20 | 8  | 10 | 64 | 43 | +21 | 68 |
| 5  | Ipswich Town (U)       | 38 | 20 | 6  | 12 | 57 | 42 | +15 | 66 |
| 6  | Chelsea                | 38 | 17 | 10 | 11 | 68 | 45 | +23 | 61 |
| 7  | Sunderland             | 38 | 15 | 12 | 11 | 46 | 41 | +5  | 57 |
| 8  | Aston Villa            | 38 | 13 | 15 | 10 | 46 | 43 | +3  | 54 |
| 9  | Charlton Athletic (U)  | 38 | 14 | 10 | 14 | 50 | 57 | −7  | 52 |
| 10 | Southampton            | 38 | 14 | 10 | 14 | 40 | 48 | −8  | 52 |
| 11 | Newcastle United       | 38 | 14 | 9  | 15 | 44 | 50 | −6  | 51 |
| 12 | Tottenham Hotspur      | 38 | 13 | 10 | 15 | 47 | 54 | −7  | 49 |
| 13 | Leicester City         | 38 | 14 | 6  | 18 | 39 | 51 | −12 | 48 |
| 14 | Middlesbrough          | 38 | 9  | 15 | 14 | 44 | 44 | 0   | 42 |
| 15 | West Ham United        | 38 | 10 | 12 | 16 | 45 | 50 | −5  | 42 |
| 16 | Everton                | 38 | 11 | 9  | 18 | 45 | 59 | −14 | 42 |
| 17 | Derby County           | 38 | 10 | 12 | 16 | 37 | 59 | −22 | 42 |
| 18 | Manchester City (U)    | 38 | 8  | 10 | 20 | 41 | 65 | −24 | 34 |
| 19 | Coventry City          | 38 | 8  | 10 | 20 | 36 | 63 | −27 | 34 |
| 20 | Bradford City          | 38 | 5  | 11 | 22 | 30 | 70 | −40 | 26 |

## Säsongsstatistik
| Rank | Namn                    | Klubb             | Mål |
| ---- | ----------------------- | ----------------- | --- |
| 1    | Jimmy Floyd Hasselbaink | Chelsea           | 23  |
| 2    | Marcus Stewart          | Ipswich Town      | 19  |
| 3    | Thierry Henry           | Arsenal           | 17  |
| 3    | Mark Viduka             | Leeds United      | 17  |
| 5    | Michael Owen            | Liverpool         | 16  |
| 6    | Teddy Sheringham        | Manchester United | 15  |
| 7    | Emile Heskey            | Liverpool         | 14  |
| 7    | Kevin Phillips          | Sunderland        | 14  |
| 9    | Alen Bokšić             | Middlesbrough     | 12  |
| 10   | James Beattie           | Southampton       | 11  |
| 10   | Jonatan Johansson       | Charlton Athletic | 11  |
| 10   | Frédéric Kanouté        | West Ham United   | 11  |
| 10   | Gustavo Poyet           | Chelsea           | 11  |
| 10   | Alan Smith              | Leeds United      | 11  |

| Rank | Namn            | Klubb             | Assist |
| ---- | --------------- | ----------------- | ------ |
| 1    | David Beckham   | Manchester United | 15     |
| 2    | Nolberto Solano | Newcastle United  | 6      |
| 3    | Lee Bowyer      | Leeds United      | 5      |
| 3    | Ian Harte       | Leeds United      | 5      |
| 3    | Harry Kewell    | Leeds United      | 5      |
| 3    | Robert Pirès    | Arsenal           | 5      |
| 3    | Sylvain Wiltord | Arsenal           | 5      |